# Marathon de Hong Kong
Le Marathon de Hong Kong est une manifestation sportive annuelle de marathon, organisée par la banque Standard Chartered, à Hong Kong. Elle a lieu habituellement en fin février. Ce marathon est depuis sa création organisé par la banque Standard Chartered, principal sponsor de l'évènement. Un semi-marathon, un dix kilomètres et une course en fauteuil roulant sont aussi organisés en parallèle de la manifestation phare.
Le marathon de Hong Kong fait partie des IAAF Road Race Label Events, dans la catégorie des « Labels d'or ».

## Histoire

### 1997
Le premier marathon de Hong Kong s'est déroulé en 1997, l'année de la rétrocession de Hong Kong à la Chine par le Royaume-Uni. Pour commémorer l'évènement, le parcours a relié, cette année-là, la ville de Hong-Kong, région administrative spéciale, à Shenzhen, ville située en Chine continentale. Ce marathon est depuis sa création organisé par la banque Standard Chartered, principal sponsor de l'évènement.

### 1998
Pour marquer le coup d'une année importante pour l'économie hongkongaise, le Marathon passe par le tout nouvel aéroport international de Hong Kong. Le départ a lieu sur le pont Tsing Ma (le plus long pont suspendu au monde à cette époque) et l'arrivée sur la piste de l'aéroport. La participation est de 6 000 coureurs.

### 1999
Le Marathon est déplacé plus au centre. La course commence dans le quartier de Central sur l'île de Hong Kong sur Chater Road et se termine au Shamshuipo Sports Ground sur la péninsule de Kowloon. C'est la première fois que le Marathon est couru à travers les tunnels Western Harbour Crossing et Cheung Tsing. La participation est de près de 7 000 coureurs.

### 2000
Le Marathon débute au Cultural Center dans le quartier de Tsim Sha Tsui. La course passe par les endroits parmi les plus réputés de la péninsule de Kowloon incluant la promendade de Tsim Sha Tsui et le pont Ting Kau avant de se terminer, comme l'année précédente, au Shamshuipo Sports Ground. En parallèle du Marathon, un semi-marathon et un dix kilomètres pour la première fois. Un record de participation est établi.

### 2012

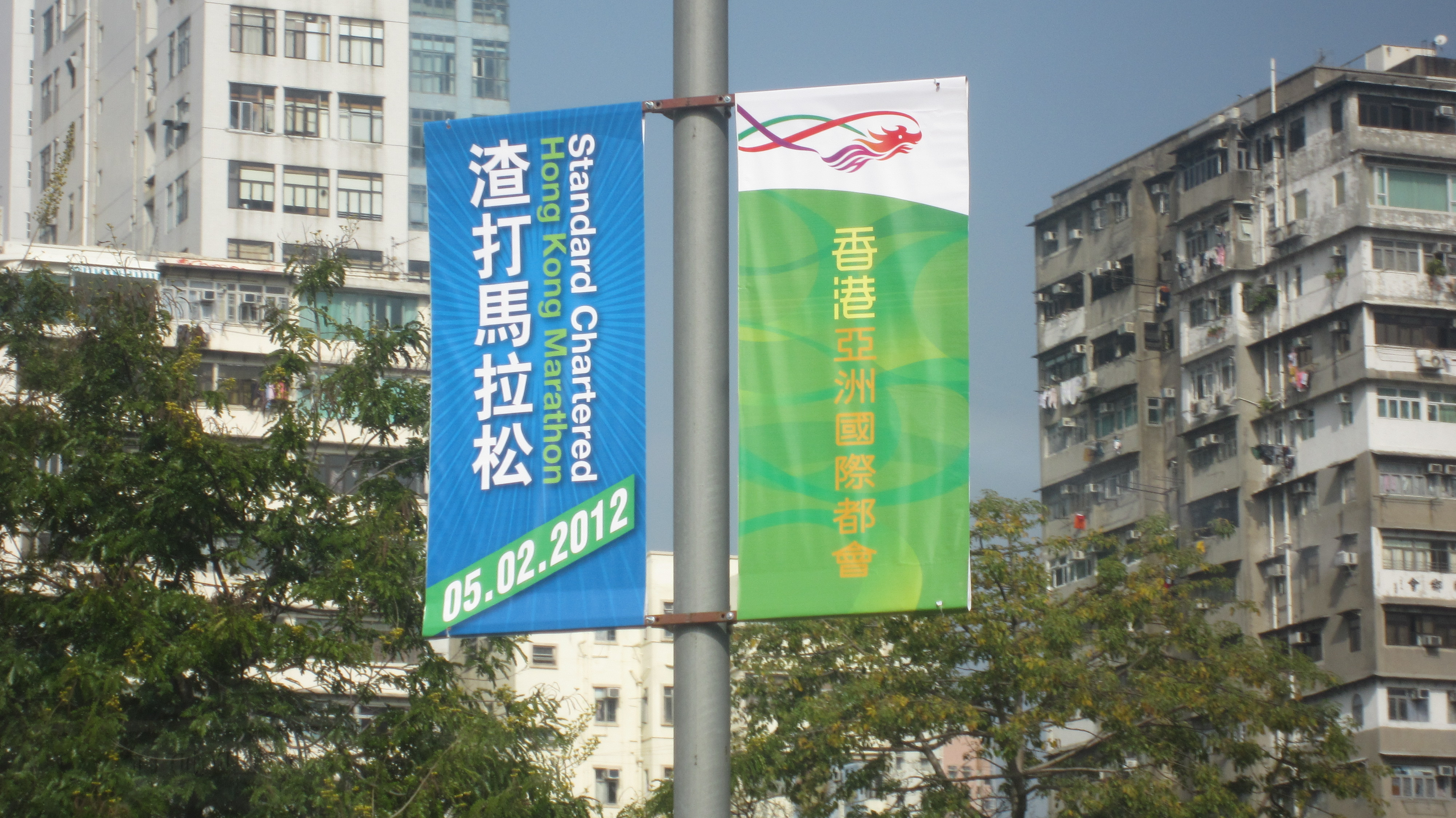
Poteau d'indication lors de l'édition du 5 février 2012

Reconnu par l'IAAF comme label de bronze, le marathon avec cette édition 2012, connaît le record de participation avec 70 000 participants. Lors de cette quinzième édition, le record est battu par sept coureurs dont le vainqueur éthiopien Dereje Ali dans un temps de 2 heures 11 minutes et 27 secondes. Le record féminin est également battu par l'Éthiopienne Misiker Demissie en 2 heures 30 minutes et 12 secondes.

## Parcours actuel
Le départ a lieu sur Nathan Road (Kowloon) près de l'hôtel Mira. Austin Road Canton Road Wui Cheung Road(w/b) D1 Road West Kowloon Highway(s/b) Ngong Shuen Chau Viaduct(e/b) Stonecutters Bridge(s/b) East Tsing Yi Viaduct(s/b) Nam Wan Tunnel(s/b) West Tsing Yi Viaduct(s/b) Tsing Ma Bridge(Kln/b) Ting Kau Bridge(s/b) Cheung Tsing Tunnel(Kln/b) Tsing Kwai Highway(s/b) West Kowloon Highway(s/b) Western Harbour Crossing(s/b) Connaught Road West Flyover(e/b) Man Po Street Man Kwong Street(e/b) Man Yiu Street(s/b) Lung Wo Road(e/b) Fenwick Pier Street(e/b) Convention Avenue(e/b) Hung Hing Road(e/b) Marsh Road flyover Lockhart Road(e/b) East Point Road Great George Street Gloucester Road(n/b). L'arrivée a lieu sur Victoria Park.

## Vainqueurs
| Année | Hommes                  | Hommes      | Hommes          | Femmes                      | Femmes        | Femmes          |
| Année | Athlète                 | Pays        | Temps           | Athlète                     | Pays          | Temps           |
| ----- | ----------------------- | ----------- | --------------- | --------------------------- | ------------- | --------------- |
| 1997  | Bashir Hussain          | Royaume-Uni | 2 h 25 min 34 s | Bev Lucas                   | Australie     | 2 h 25 min 7 s  |
| 1998  | Belaye Wolashe          | Éthiopie    | 2 h 13 min 9 s  | Alina Ivanova               | Russie        | 2 h 39 min 26 s |
| 1999  | Charles Tangus          | Kenya       | 2 h 17 min 0 s  | Zheng Guixia                | Chine         | 2 h 36 min 52 s |
| 2000  | Henry Kipkosgei Cherono | Kenya       | 2 h 21 min 9 s  | Irina Safarova              | Russie        | 2 h 46 min 59 s |
| 2001  | Dube Jillo              | Éthiopie    | 2 h 23 min 21 s | Irina Bogachova             | Kirghizistan  | 2 h 33 min 43 s |
| 2002  | Benjamin Matolo Mutua   | Kenya       | 2 h 16 min 7 s  | Zhang Shujing               | Chine         | 2 h 36 min 27 s |
| 2003  | Tendai Chimusasa        | Zimbabwe    | 2 h 18 min 11 s | Sun Weiwei                  | Chine         | 2 h 38 min 55 s |
| 2004  | Thomas Kamau Migwi      | Kenya       | 2 h 17 min 17 s | Gitte Karlshøj              | Danemark      | 2 h 42 min 19 s |
| 2005  | Samson Loywapet         | Kenya       | 2 h 15 min 21 s | Dai Yanyan                  | Chine         | 2 h 34 min 41 s |
| 2006  | Simon Bor Kipruto       | Kenya       | 2 h 14 min 18 s | Dire Tune                   | Éthiopie      | 2 h 35 min 15 s |
| 2007  | Steven Kamar            | Kenya       | 2 h 17 min 3 s  | Rose Nyangacha Kerubo       | Kenya         | 2 h 38 min 19 s |
| 2008  | Koichiro Fukuoka        | Japon       | 2 h 16 min 50 s | Kim Kum-ok                  | Corée du Nord | 2 h 36 min 43 s |
| 2009  | Cyprian Kiogara Mwobi   | Kenya       | 2 h 14 min 57 s | Winfrida Kwamboka Nyasikira | Kenya         | 2 h 41 min 25 s |
| 2010  | Cyprian Kiogara Mwobi   | Kenya       | 2 h 20 min 12 s | Triyaningsih                | Indonésie     | 2 h 47 min 35 s |
| 2011  | Nelson Kirwa Rotich     | Kenya       | 2 h 16 min 0 s  | Janet Rono Chelegat         | Kenya         | 2 h 33 min 42 s |
| 2012  | Dejere Abera            | Éthiopie    | 2 h 11 min 27 s | Misiker Demissie            | Éthiopie      | 2 h 30 min 12 s |
| 2013  | Julius Masei            | Kenya       | 2 h 14 min 18 s | Misiker Demissie            | Éthiopie      | 2 h 30 min 49 s |
| 2014  | Feyera Gemeda           | Éthiopie    | 2 h 15 min 5 s  | Rehima Kedir                | Éthiopie      | 2 h 34 min 53 s |
| 2015  | Sentayehu Merga         | Éthiopie    | 2 h 13 min 0 s  | Kim Hye-gyong               | Corée du Nord | 2 h 31 min 46 s |
| 2016  | Mike Mutai              | Kenya       | 2 h 12 min 12 s | Letebrhan Gebreslasea       | Éthiopie      | 2 h 36 min 51 s |
| 2017  | Melaku Belachew         | Éthiopie    | 2 h 10 min 31 s | Gulume Tollesa              | Éthiopie      | 2 h 33 min 39 s |
| 2018  | Kenneth Mungarak        | Kenya       | 2 h 13 min 39 s | Gulume Tollesa              | Éthiopie      | 2 h 29 min 37 s |
| 2019  | Barnabas Kiptum         | Kenya       | 2 h 9 min 20 s  | Volha Mazuronak             | Biélorussie   | 2 h 26 min 13 s |

 Record de l'épreuve